# Liste der Baudenkmäler in Dinkelsbühl
Auf dieser Seite sind die Baudenkmäler in der mittelfränkischen Großen Kreisstadt Dinkelsbühl zusammengestellt. Diese Tabelle ist eine Teilliste der Liste der Baudenkmäler in Bayern. Grundlage ist die Bayerische Denkmalliste, die auf Basis des Bayerischen Denkmalschutzgesetzes vom 1. Oktober 1973 erstmals erstellt wurde und seither durch das Bayerische Landesamt für Denkmalpflege geführt wird. Die folgenden Angaben ersetzen nicht die rechtsverbindliche Auskunft der Denkmalschutzbehörde.

Diese Liste gibt den Fortschreibungsstand vom 2. September 2020 wieder und enthält 625 Baudenkmäler.

## Ensemble Altstadt Dinkelsbühl

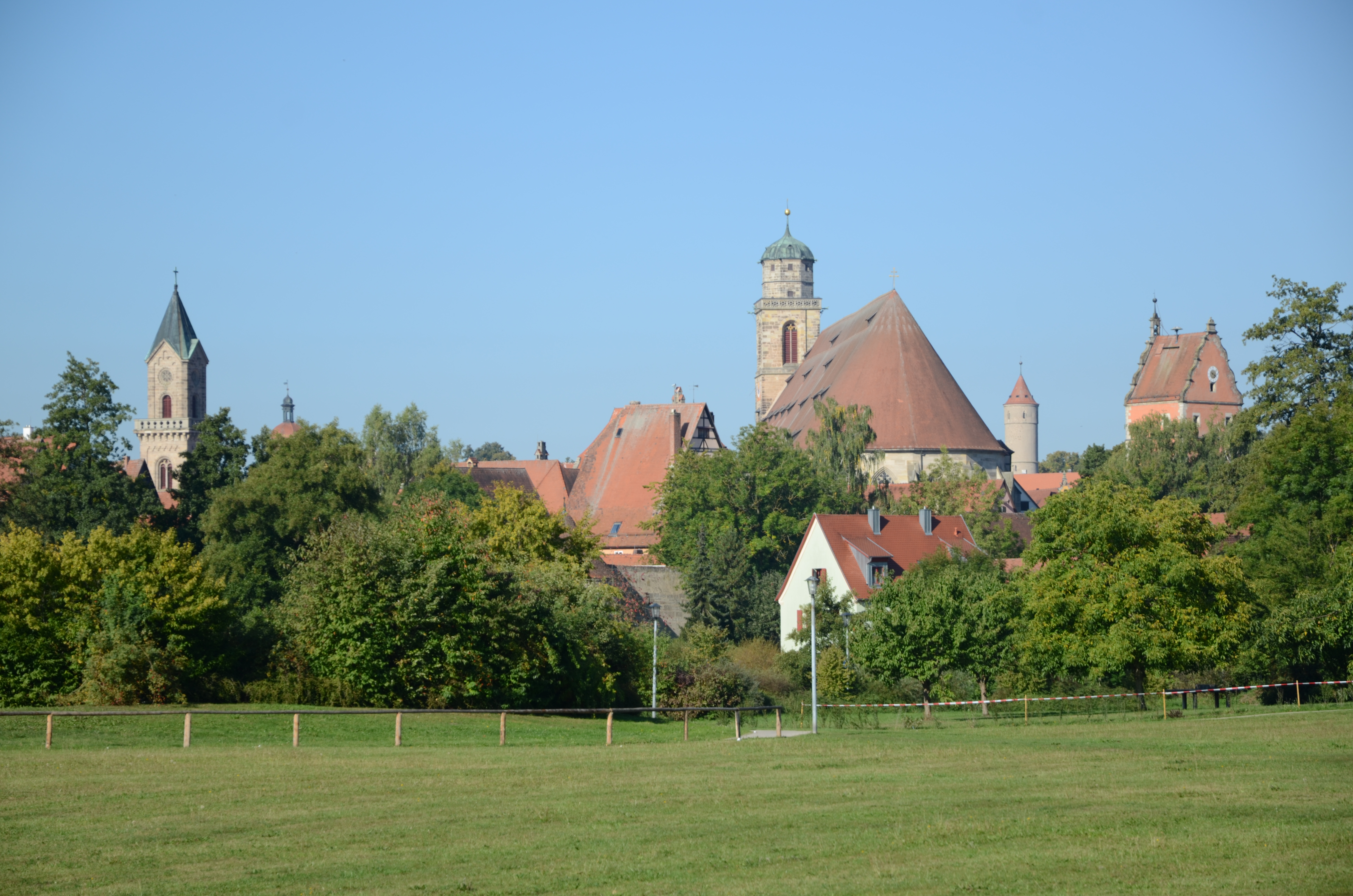
Altstadt von Osten: Türme von St. Paul und Münster St. Georg, Grüner Turm und Wörnitztor

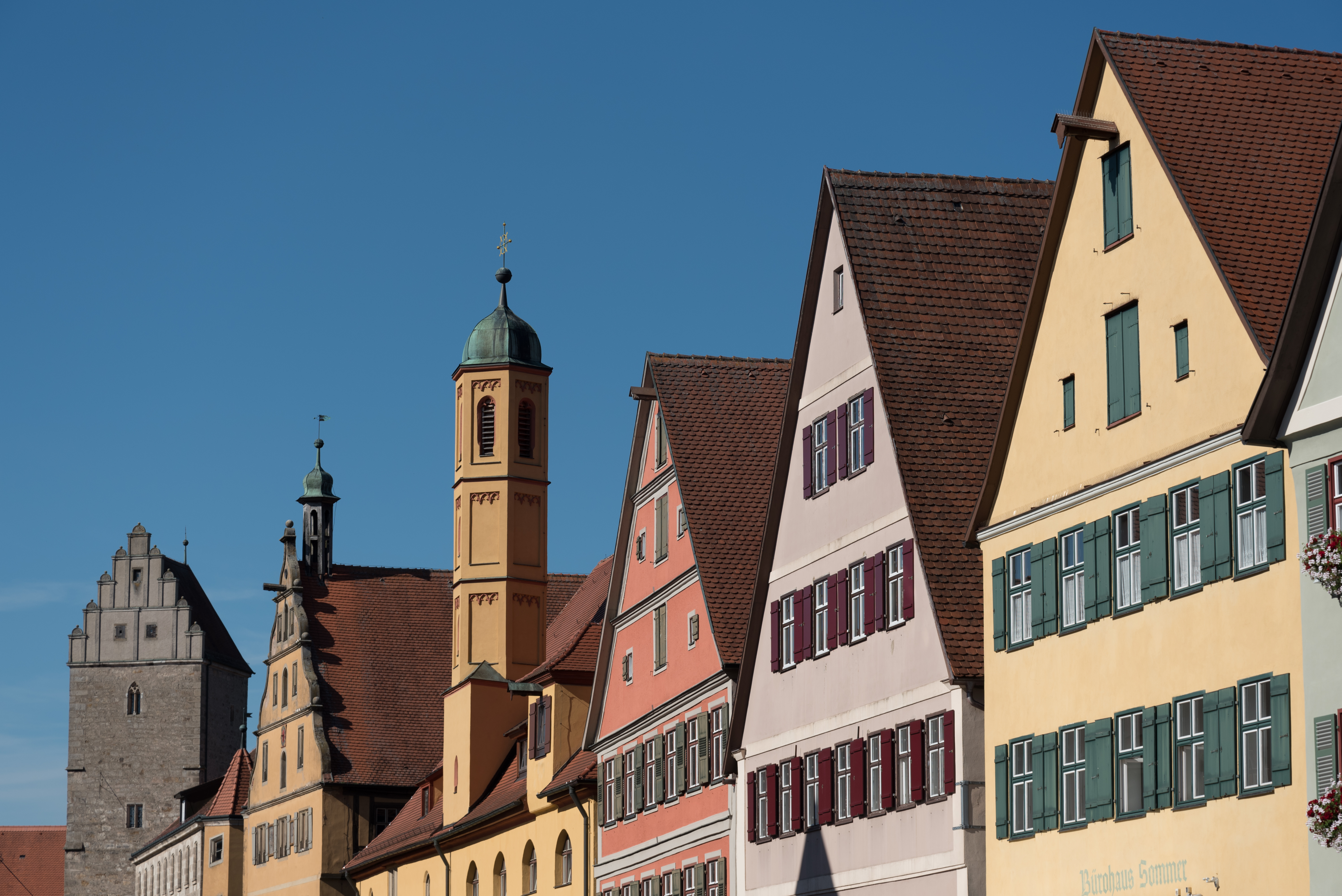
Östliche Häuserzeile der Dr.-Martin-Luther-Straße im Zentrum der Altstadt

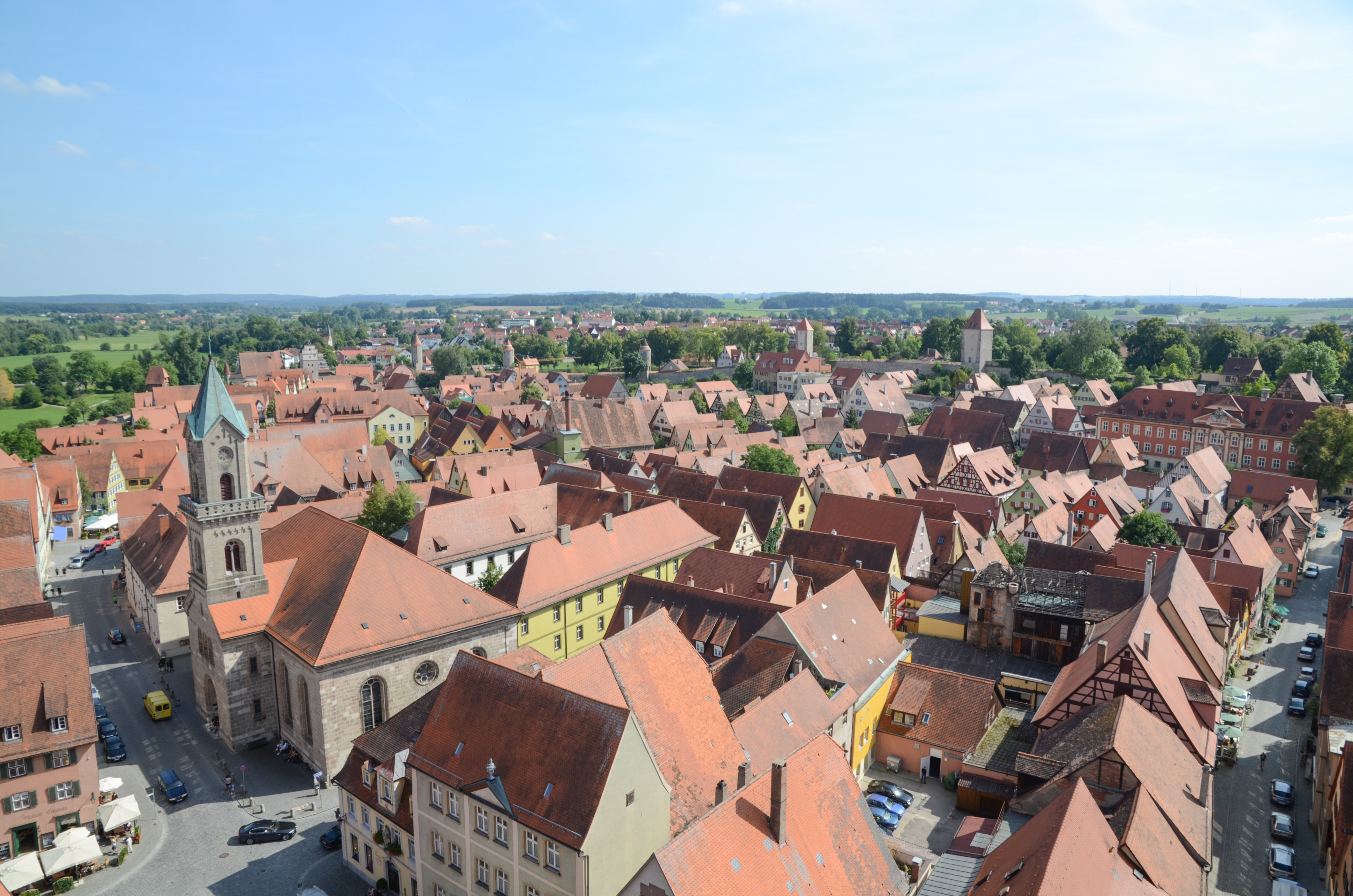
Südöstliche Altstadt vom Münsterturm betrachtet: Paulskirche, im Hintergrund das Nördlinger Tor und die Stadtmauer mit Wehrtürmen

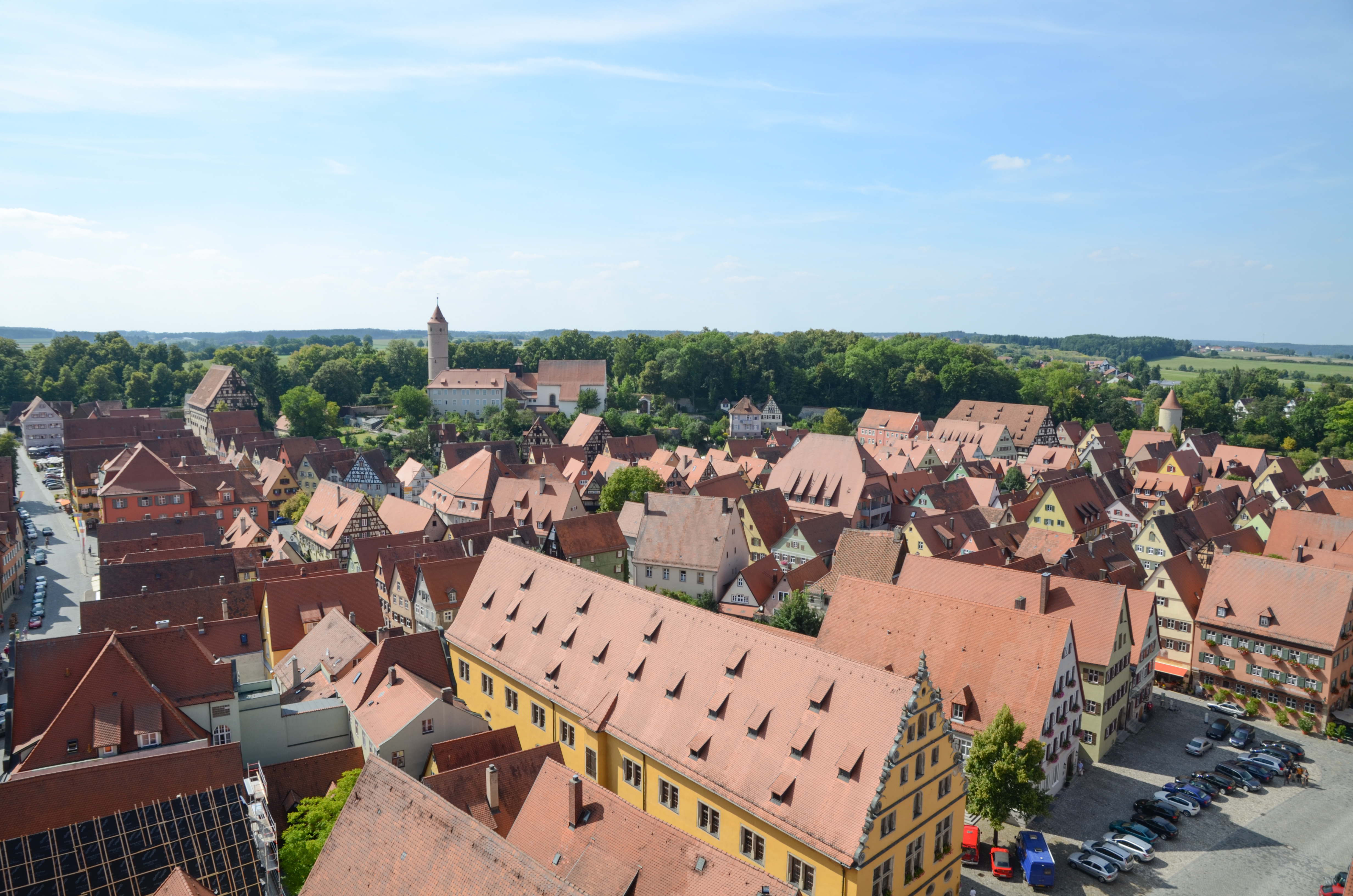
Nördliche Altstadt vom Münsterturm betrachtet: vorne der Weinmarkt mit der ehemaligen Schranne, im Hintergrund das ehemalige Kapuzinerkloster

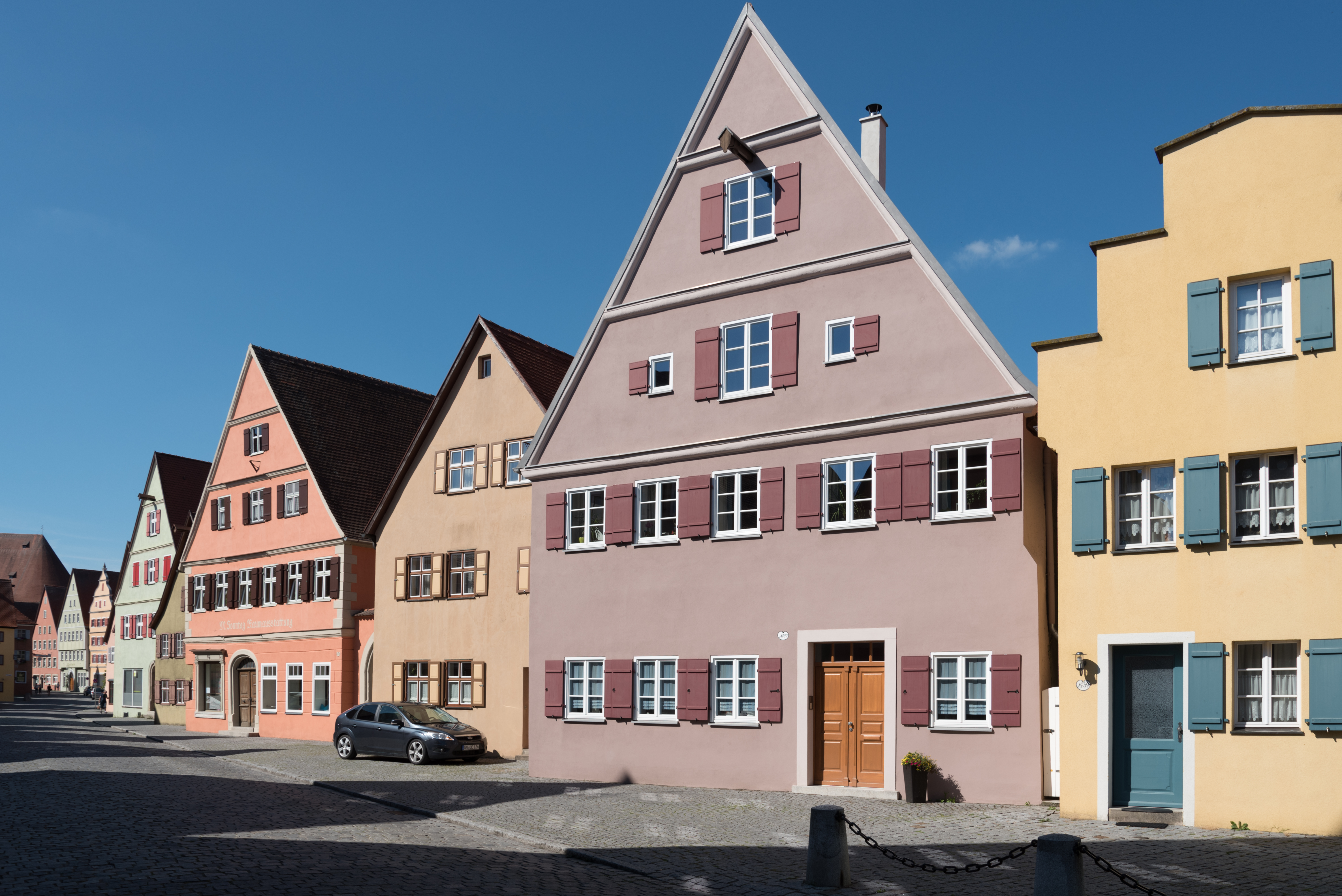
Ostseite der Nördlinger Straße im Süden der Altstadt

Das Ensemble umfasst die ehemalige Reichsstadt in ihrem Befestigungsgürtel mit der Wörnitzinsel und dem Flusslauf der Wörnitz, mit den Weihern beim Segringer und Rothenburger Tor sowie dem Hippenweiher und dem Gebiet der Bleiche innerhalb seiner spätmittelalterlichen Vorbefestigung.
Die Stadt Dinkelsbühl liegt eingebettet im flach ansteigenden Terrassenhang eines Talkessels der Wörnitz, die sich ihr Bett durch eine Blasensandsteinhöhe gegraben hat. In siedlungsgeographisch günstiger Furtlage, die zudem auch verkehrsgeographisch Bedeutung gewann durch die zwei an dieser Stelle sich kreuzenden, wichtigen Fernstraßen uralter Herkunft (in Nord-Süd-Richtung Handelsstraße im Wörnitztal, quer kreuzend die sogenannte Nibelungenstraße), muss früh jener Marktort entstanden sein, der mit hoher Wahrscheinlichkeit durch Kaiser Barbarossa nach der Mitte des 12. Jahrhunderts zur staufischen Stadt erhoben wurde.
Im Jahre 1188, mit dem Heiratsvertrag, den Kaiser Friedrich I. Barbarossa für seinen Sohn Herzog Konrad von Rothenburg abschließt, wird Dinkelsbühl erstmals urkundlich genannt und zugleich auch als staufischer Hausbesitz ausgewiesen. Wohl ab 1126 als staufische Großburg im Kampf um den Königsthron befestigt und 1142/1146 zum Markt erhoben, muss der Kaiser kurz vor dem Heiratsvertrag die Stadterhebung bzw. -gründung vollzogen haben. Bis 1251, am Ende der Stauferherrschaft, hatte die Stadt jene Befestigung des eirunden Altstadtkerns ausgebaut, der sich im heutigen Gassenverlauf noch deutlich abzeichnet.
Im Zentrum, unmittelbar am Straßenkreuz erhob sich – im Standort zweifellos vorbestimmt als erste Marktkirche – um Mitte des 12. Jahrhunderts eine erste Steinkirche, wohl der hl. Ursula geweiht. Erweitert wurde sie um 1227 mit einem Kampanile als spätromanische Kirche. Im 14. Jahrhundert überbaut mit der St. Bartholomäuskirche und der ersten St. Georgskirche, dem Vorgängerbau des spätgotischen Eseler-Baus 1448–1499, zweigeschossiges Türmerhaus (Oktogon) und Haube 1550. Die Stadtkirche war im Anfang kirchlich zwar noch der Mutterpfarrei Segringen und damit dem Hirsauischen Patronatskloster Mönchsroth unterstellt; gemessen an den repräsentativen Formen der Architekturplastik, die sich am Turmportal erhalten hat, ist dieser Bau jedoch als ein wesentliches Zeugnis für den frühen Bedeutungszuwachs der jungen Stauferstadt anzusehen. Stadt erwirbt 1532 das Patronatsrecht und den Zehnten.
Zwei bauliche Unternehmungen – neben der Spitalvergrößerung und der Anlage der gotischen Karmeliter-Klosterkirche – zeugen für den fortschreitenden wirtschaftlichen Aufstieg, für den Bevölkerungszuwachs und insgesamt für Bewusstheit und Ansehen des damaligen freien Bürgertums: Zuerst der nach 1314 schützende Äußere Graben, der nach 1360 auch das andere Wörnitzufer umschloss, was in einer großzügigen Erweiterung die noch lange Zeit hindurch nur locker bebauten Vorstadtviertel einbezog. Ab 1372 setzte dann die Ummauerung des heutigen Stadtberinges ein, der mit stattlichen Inneren und Äußeren Tortürmen und Vortoren, den einst 22 Mauertürmen, den Zwingern mit ihren Türmen und Basteien ein durchdachtes Wehrsystem von hoher Zweckmäßigkeit und zugleich von entscheidender Wirksamkeit für das Stadtbild schaffte. Im Dreißigjährigen Krieg besaß die Stadt 55 Tor- und Mauertürme, Zwingerstände und Basteien.
Der Charakter des geschlossenen spätmittelalterlichen Stadtgefüges wird noch dadurch intensiviert, dass von den vielfältigen Blickbeziehungen auch die Stadtbefestigung, so die hohen Stadttore und auch der Mauerzug mit Mauertürmen am Oberen Mauerweg, bis weit ins Zentrum hineinwirkt und zu sehen ist. Zur Geschlossenheit des Stadtensembles trägt auch die weitgehend erhaltene ältere Pflasterung, die zahlreichen Radabweissteine, die fast durchgängig durch Fensterkreuze unterteilten Fenster und die zumeist an den Häusern befestigte Straßenbeleuchtung bei.
Im Bereich des Ensembles liegen 583 Einzeldenkmäler, die teilweise die wie das Spital oder die Stadtbefestigung aus mehreren Gebäuden bestehen. Innerhalb des Ensembles sind folgende Stadt- und Platzbilder als Besondere Bereiche aufzuführen: Altrathausplatz, Bauhofstraße, Hintere Priestergasse, Kirchhöflein, Klostergasse, Koppengasse, Lange Gasse, Ledermarkt, Marktplatz (mit Weinmarkt), Nördlinger Straße, Obere Schmiedgasse, Russelsberg, Schweinemarkt, Segringer Straße, Turmgasse, Untere Schmiedgasse, Wörnitzgasse.
Aktennummer: E-5-71-136-1.

## Stadtbefestigung

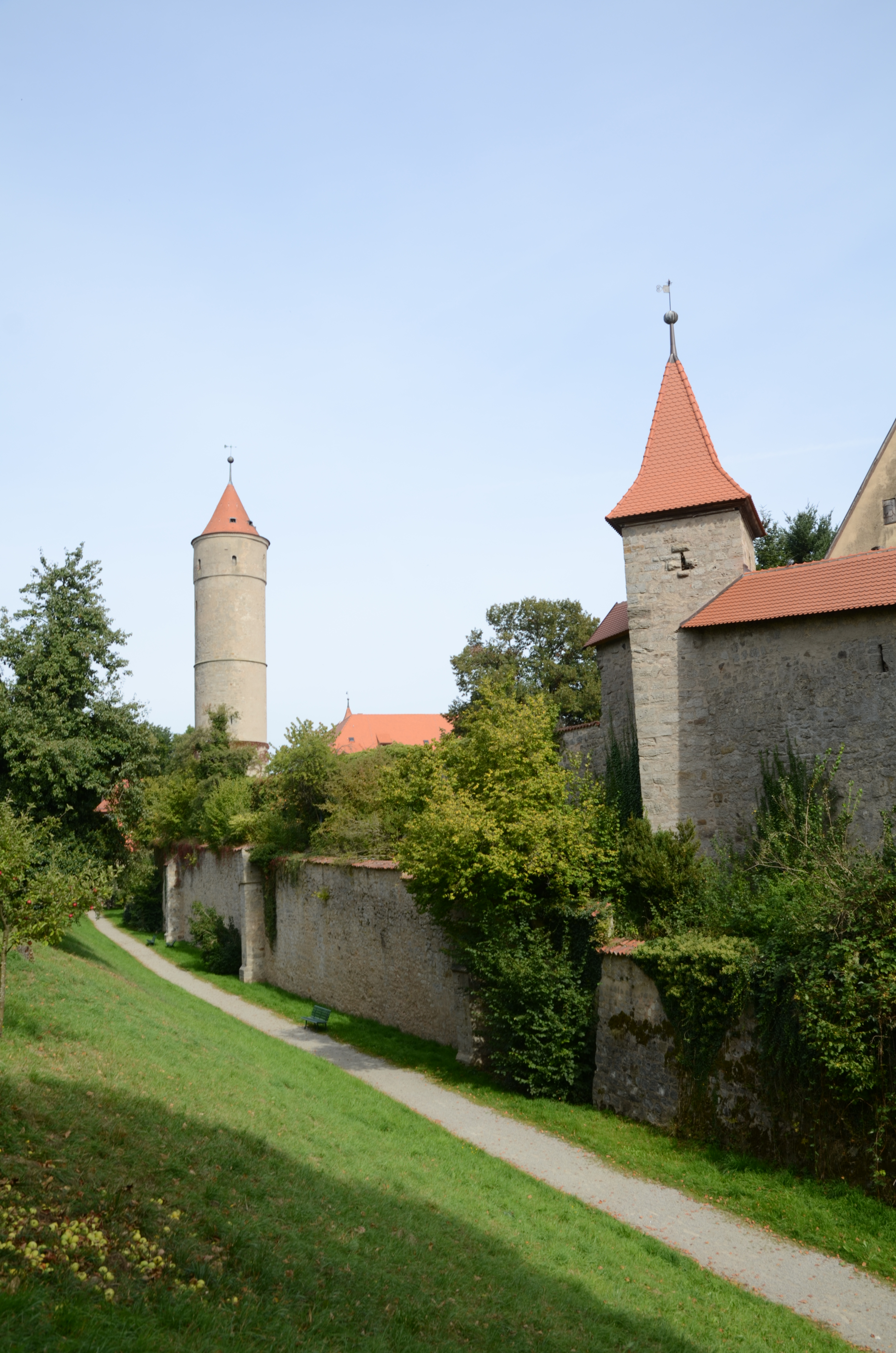
Grüner Turm und Dreikönigstürmlein sicherten den nördlichen Abschnitt des Stadtgrabens hin zum Segringer Tor

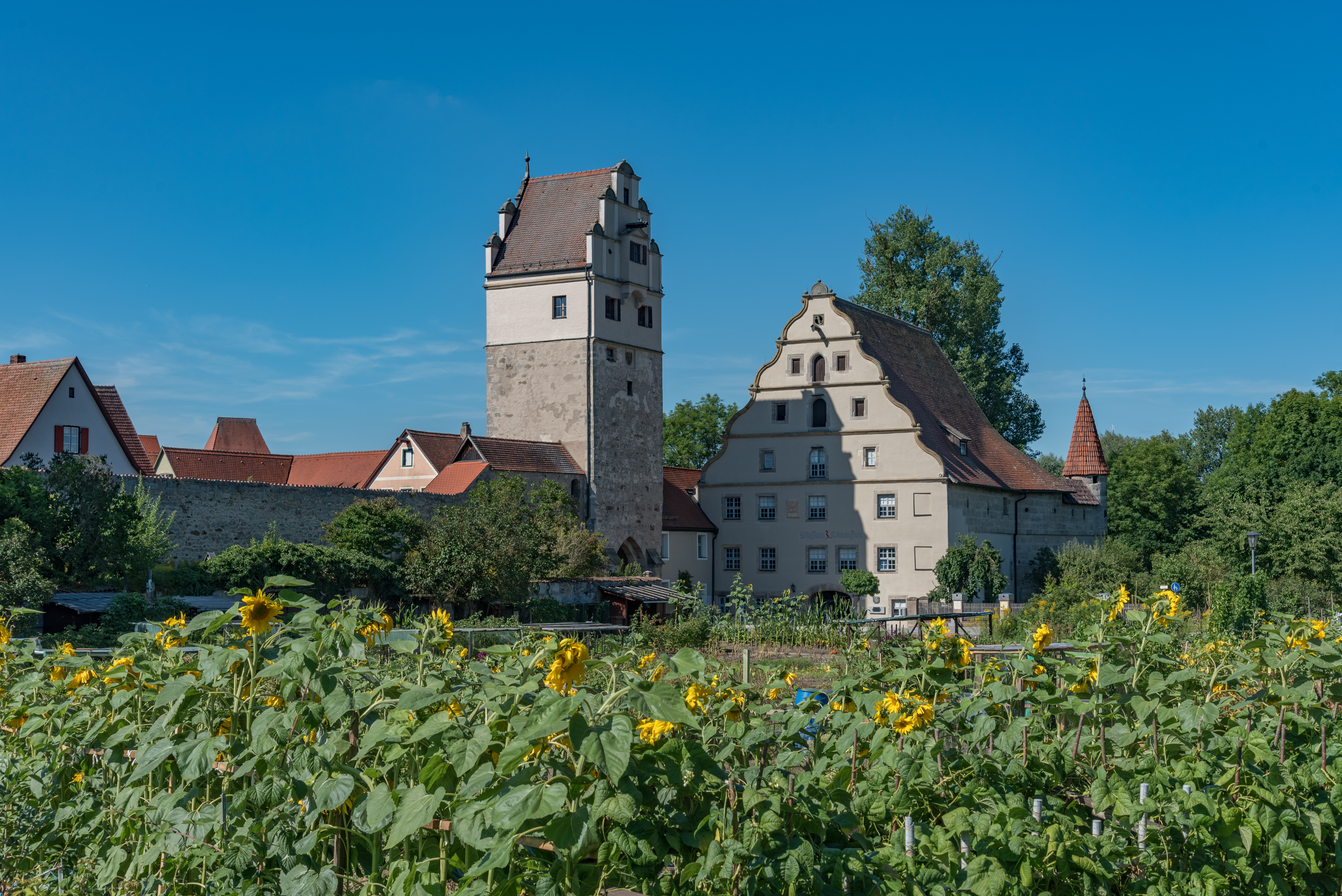
Westlich des Nördlinger Tors befindet sich der historische als Gärten genutzte Grüngürtel

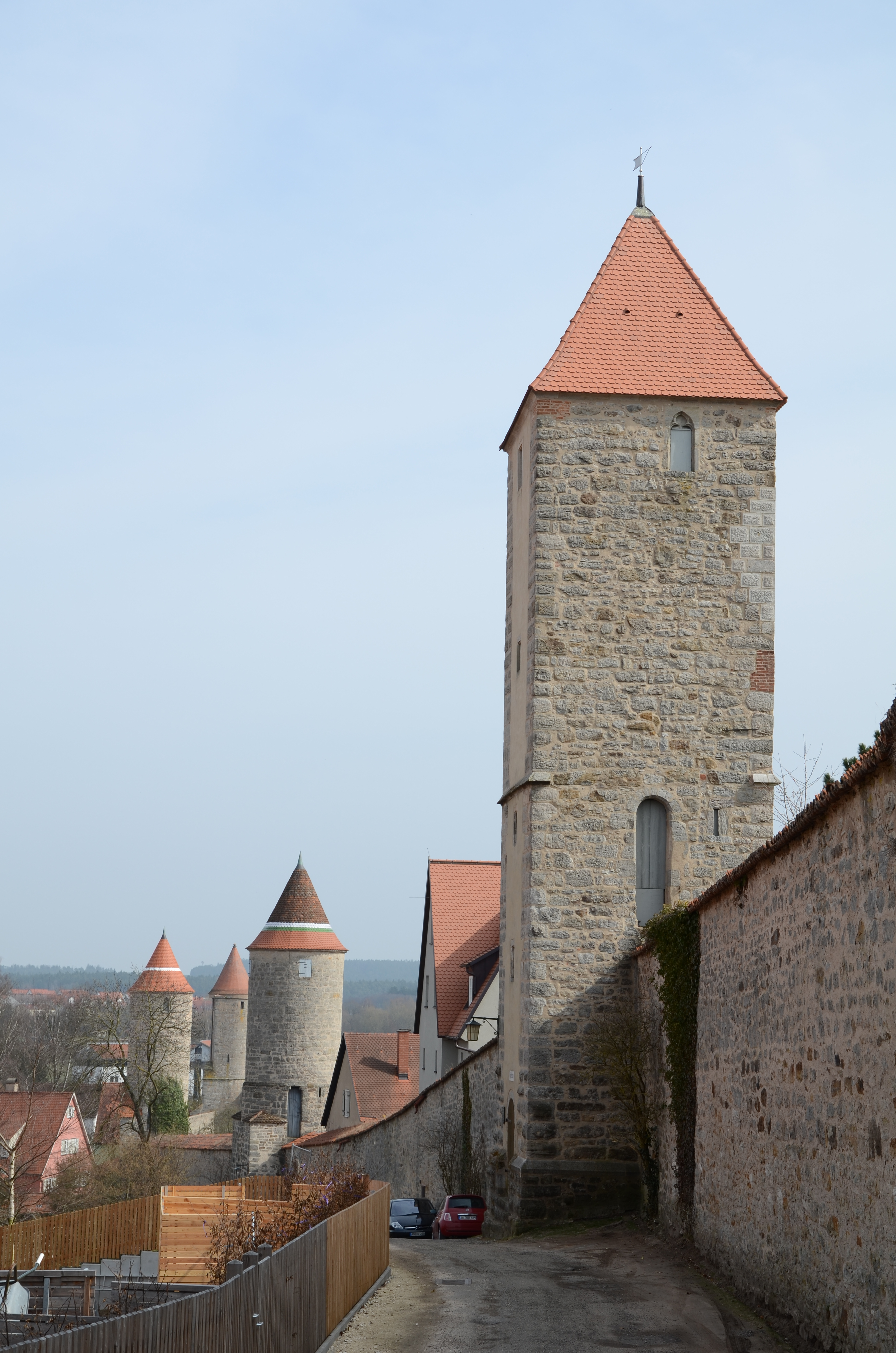
Am Oberen Mauerweg befindet sich die Mehrzahl der Wachtürme

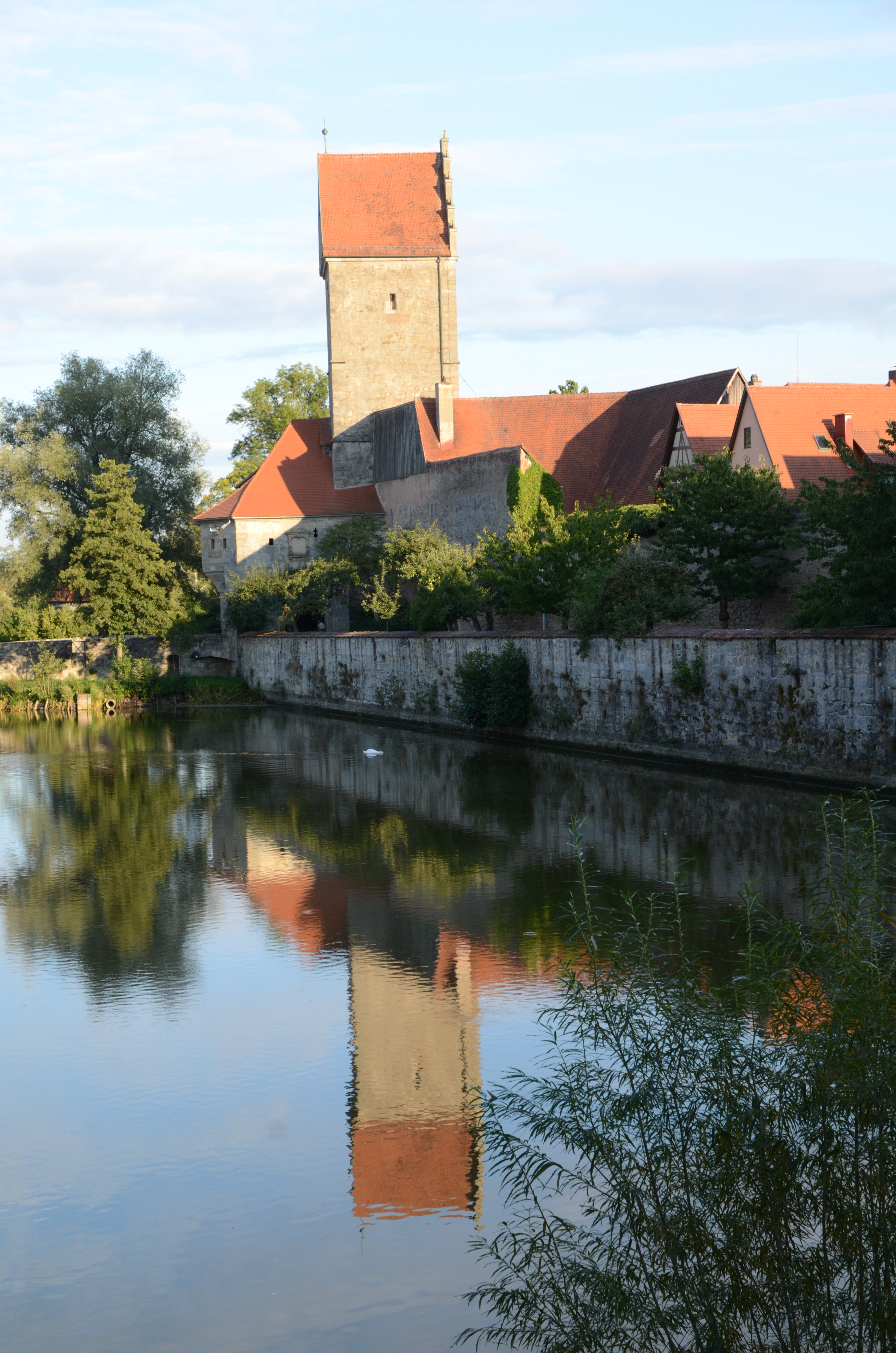
An der Ostseite sicherten Teichsystem die Stadt, wie hier beim Rothenburger Tor

Die erste nahezu kreisrunde Befestigung des frühen 13. Jahrhunderts ist noch im heutigen Straßengefüge ablesbar, aber nur noch in Resten beim Wörnitztor erhalten.
Ab 1372 wurde im Zusammenhang mit einer Stadtgebietserweiterung die Neuanlage des Befestigungsringes begonnen, der heute noch nahezu unverändert besteht. Die Arbeiten wurden bis in den Dreißigjährigen Krieg fortgesetzt mit insgesamt 55 Türmen und Toren. Es handelt sich um einen geschlossenen Mauerring mit vier Inneren Stadttoren, vier abgegangenen Äußeren Stadttoren, einst 22 individuell gestalteten Wachtürmen, 18 Zwingerständen und Basteien der Inneren Stadtmauer, weiteren an der Äußeren Stadtmauer sowie Graben und gefüttertem Wall. Einzigartig ist die als Wehrmühle in die Befestigung eingebundene Stadtmühle Dinkelsbühl.
Die Stadtmauer besteht aus durchgehendem Mauerwerk aus Brockenquadern von 5 bis 6 m Höhe bis Laufganghöhe des Wehrgangs nach 1372, Anfang 19. Jahrhundert Wehrgang weitgehend abgetragen und mit Nonnenziegeln gedeckt. Beidseitig vom Wörnitztor Stadtmauer mit romanischen Buckelquadern um 1230. Die Stadtmauer ist ausgestattet mit Schießscharten, überdachten Wehrgängen und Schlüsselscharten. Die Zwingeranlage ist erhalten, im westlichen Bering wurde wegen des Wassergrabens und Mühlgrabens kein Zwinger gebaut.
Die heutigen vier Stadttore sind: im Osten das Wörnitztor am von der Wörnitz gespeisten Mühlgraben, im Norden das Rothenburger Tor, im Westen des Segringer Tors an der Straße in den Nachbarort Segringen, im Südosten das Nördlinger Tor. Die Stadttore werden als Baudenkmäler unter separaten Aktennummern geführt.
Folgende Wachtürme sind im Verlauf der Stadtmauer vorhanden: Dalkinger Turm (Stumpf), Faulturm, Grüner Turm, Dreikönigsturm, Wächterturm, Berlinsturm, Haymersturm, Dönersturm (Sockelrest), Weißer Turm, Hagelsturm, Hertlesturm, Krugsturm, Salwartenturm, zwei Radstatttürme der Stadtmühle, Am Türlein (Stumpf), Bäuerlinsturm, Henkersturm, Dreigangsturm, Kleine Bastei.
Der Stadtgraben zieht sich vom Faulturm den Kapuzinerweg und nach dem Segringer Tor dem Oberen Mauerweg entlang. Er ist größtenteils gefüttert, hat einen vorgelagerten Außenwall und Terrassenfuttermauern und wird durch Zwingerstände bewehrt. Sie wurden größtenteils zu Garten- oder Wohnhäusern umgestaltet (siehe Kapuzinerweg 5, Oberer Mauerweg 12, 16, 20, 26, 30, 36, 50). Die ehemaligen Stände werden unter eigenen Aktennummern geführt.

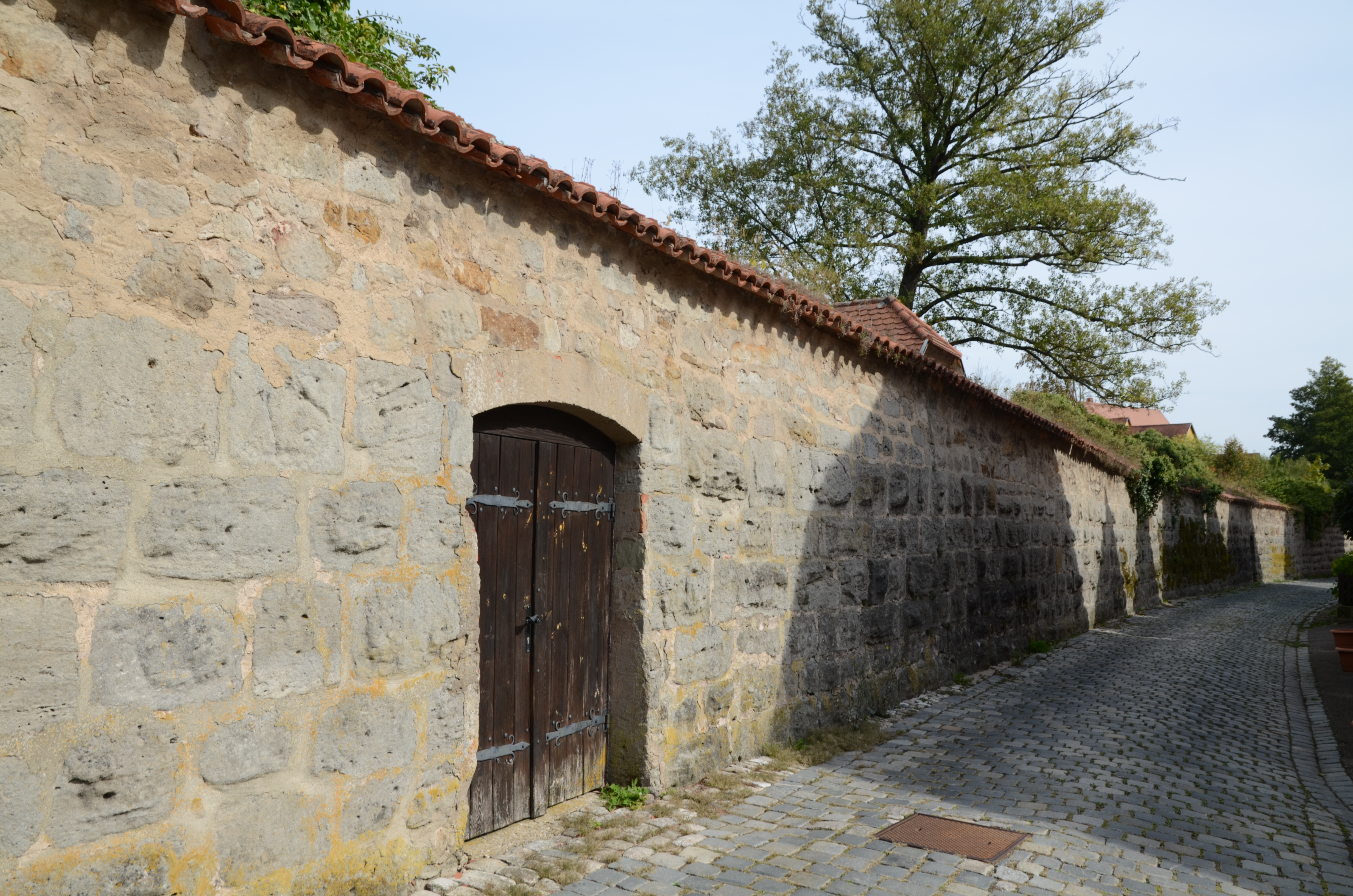
Stadtmauer in der Spitalgasse
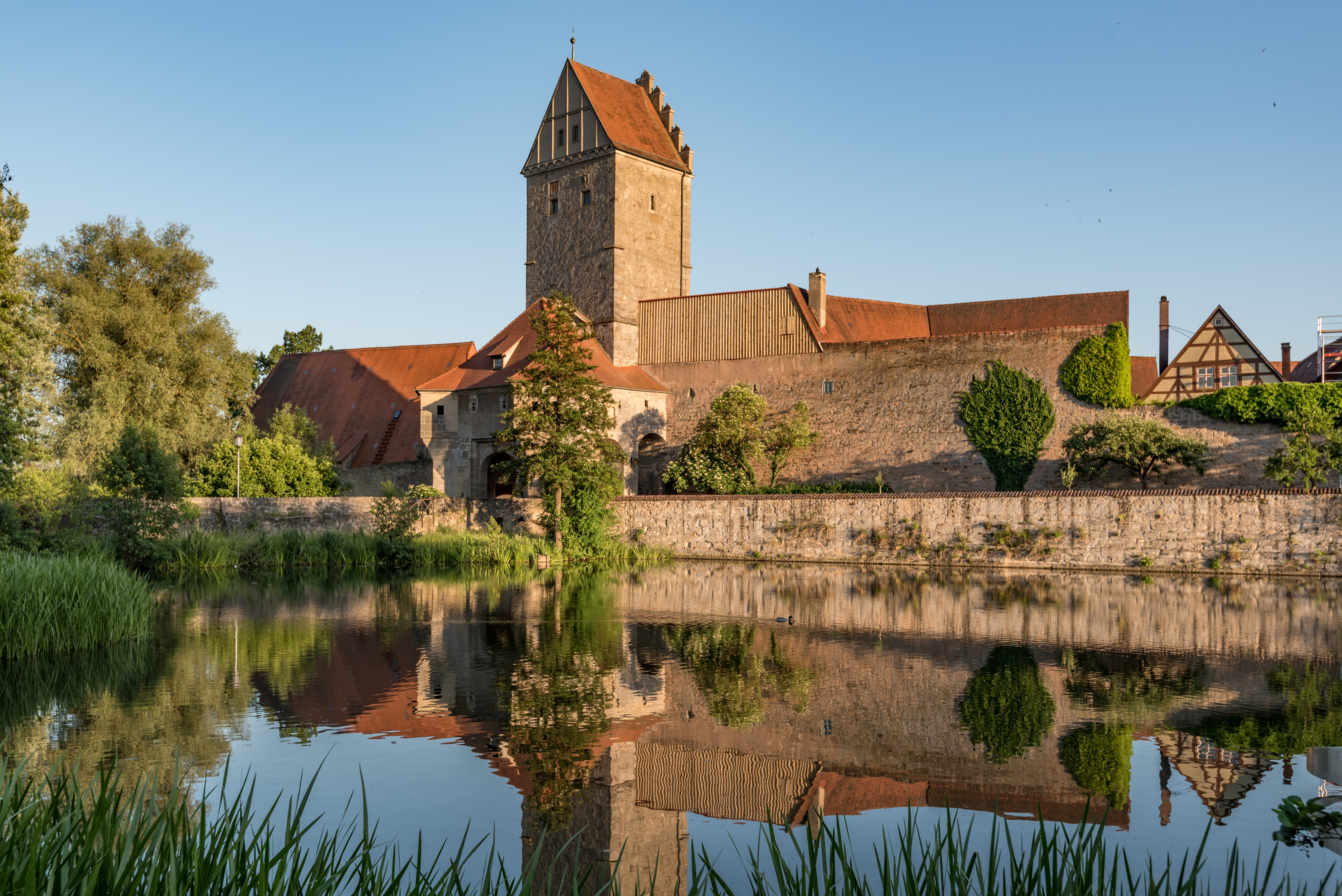
Stadtmauer westlich des Rothenburger Tors
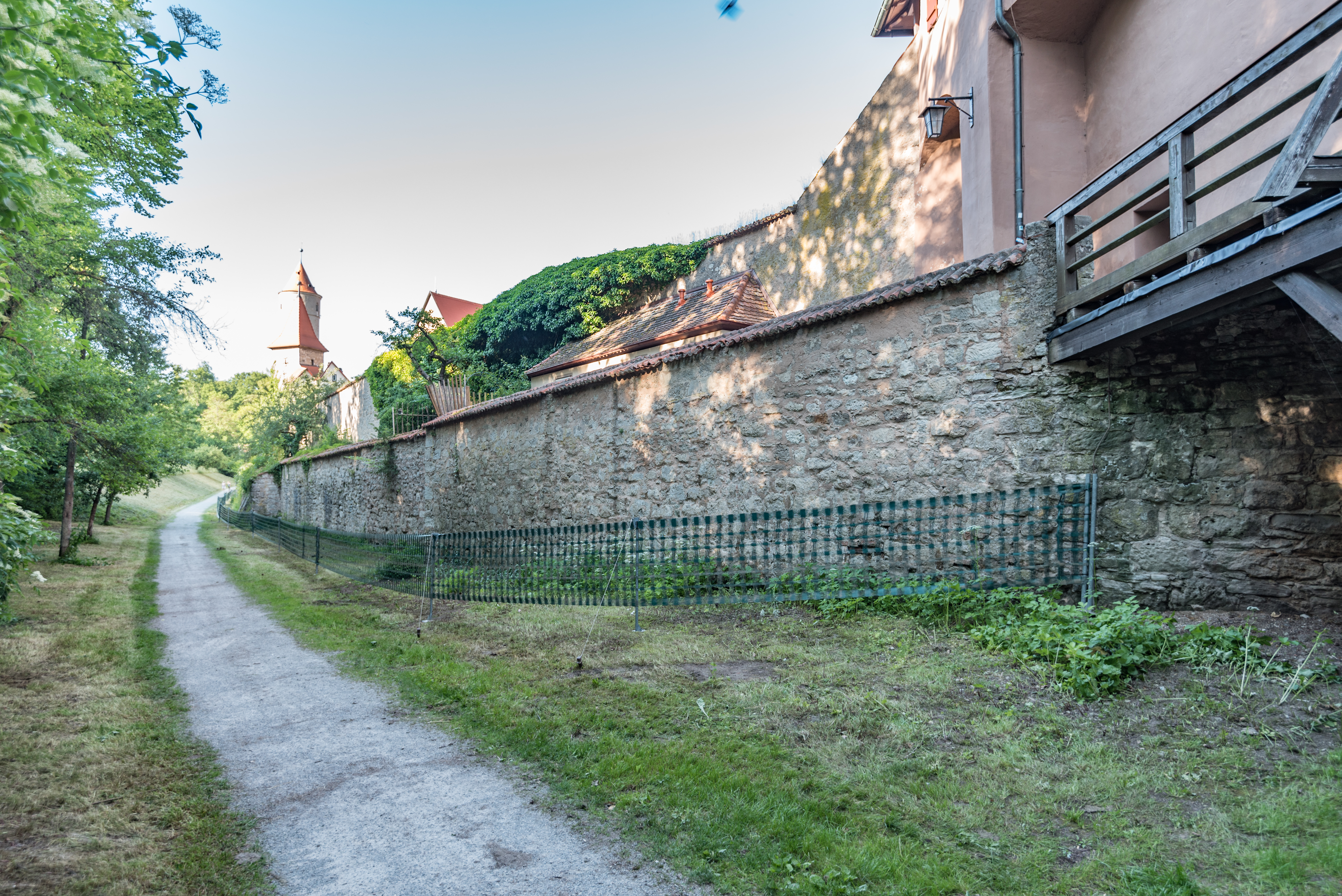
Stadtgraben am Kapuzinerweg
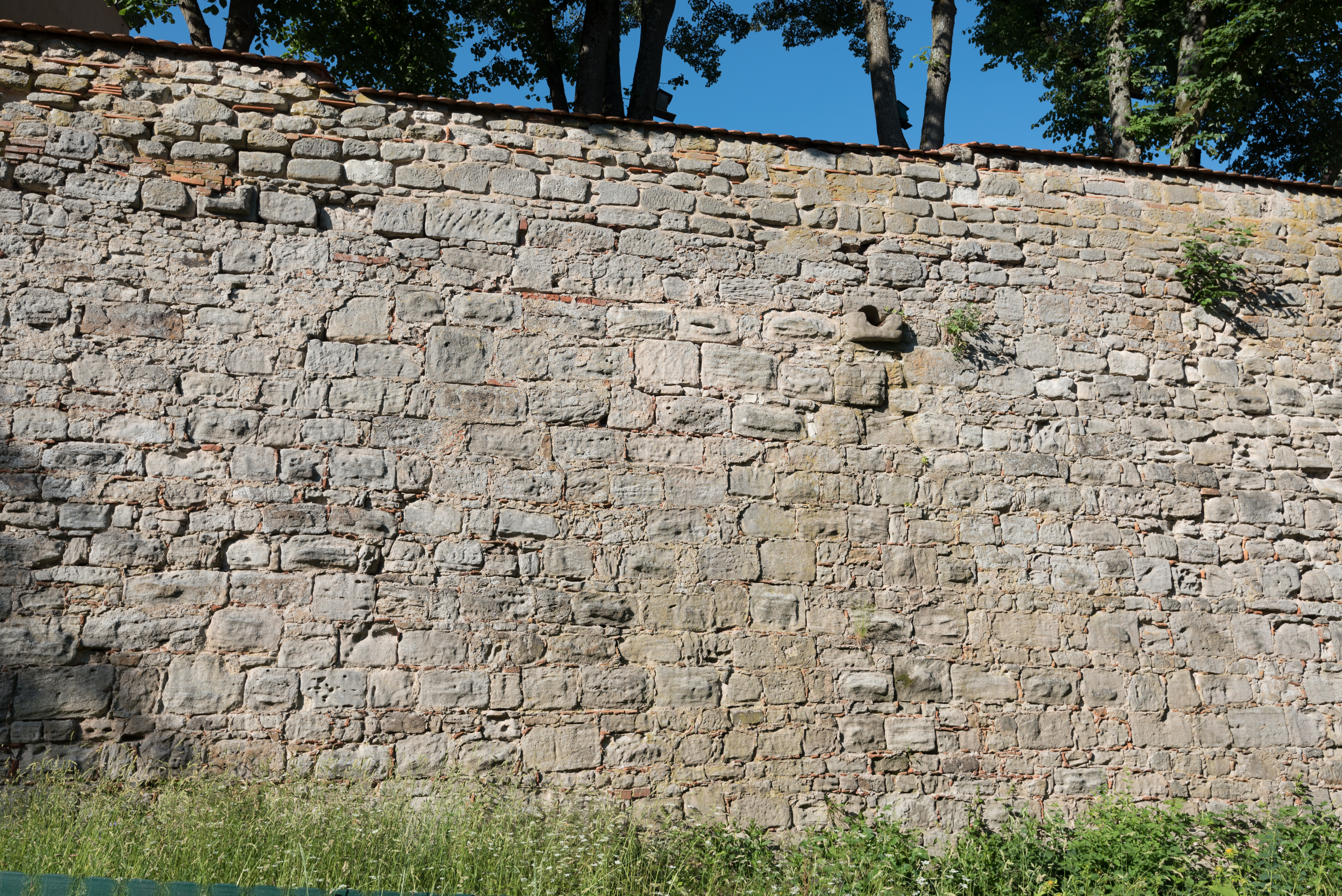
Stadtmauer am Hechtzwinger
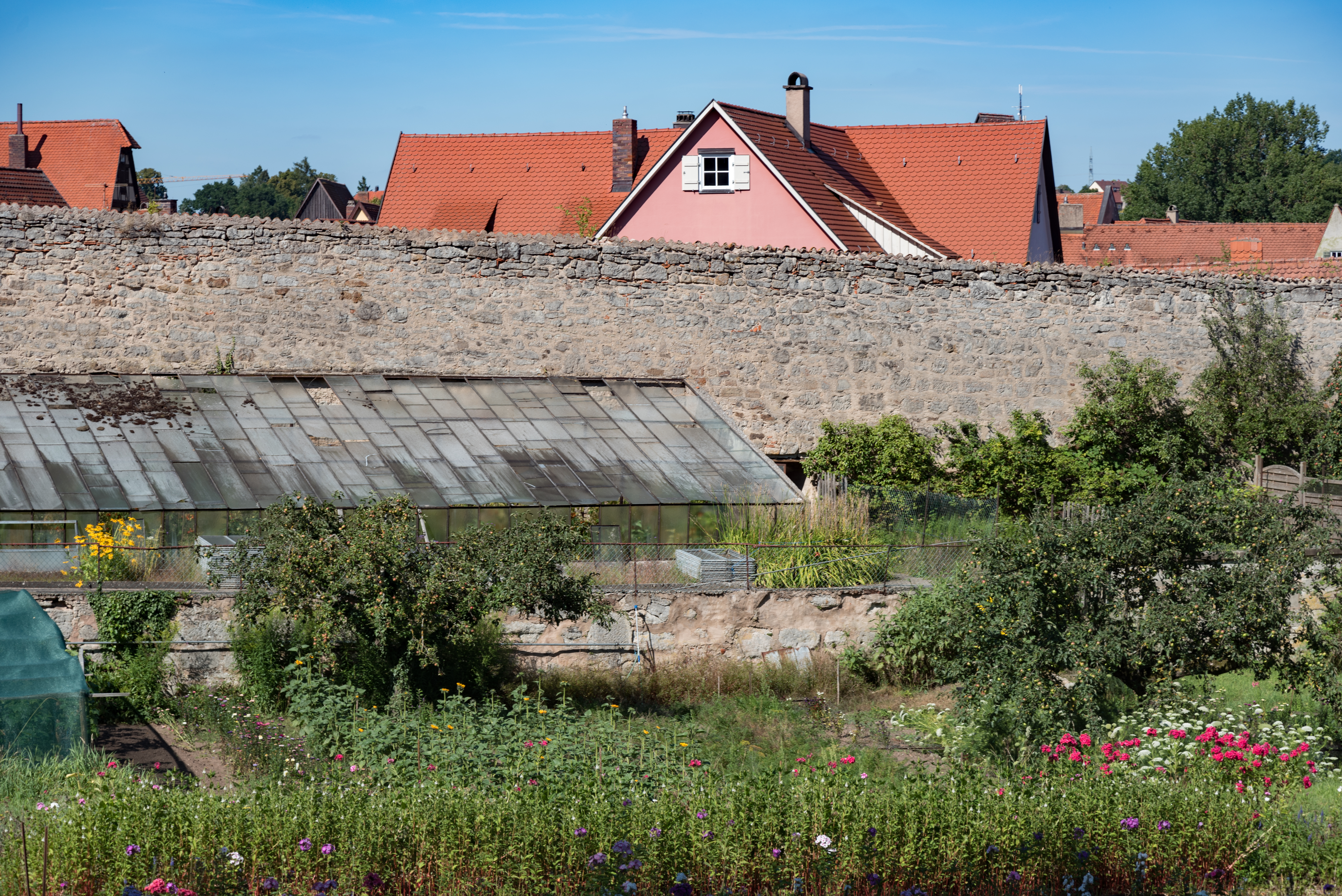
Feldseite der Stadtmauer am Oberen Mauerweg mit vorgelagerten Gärten
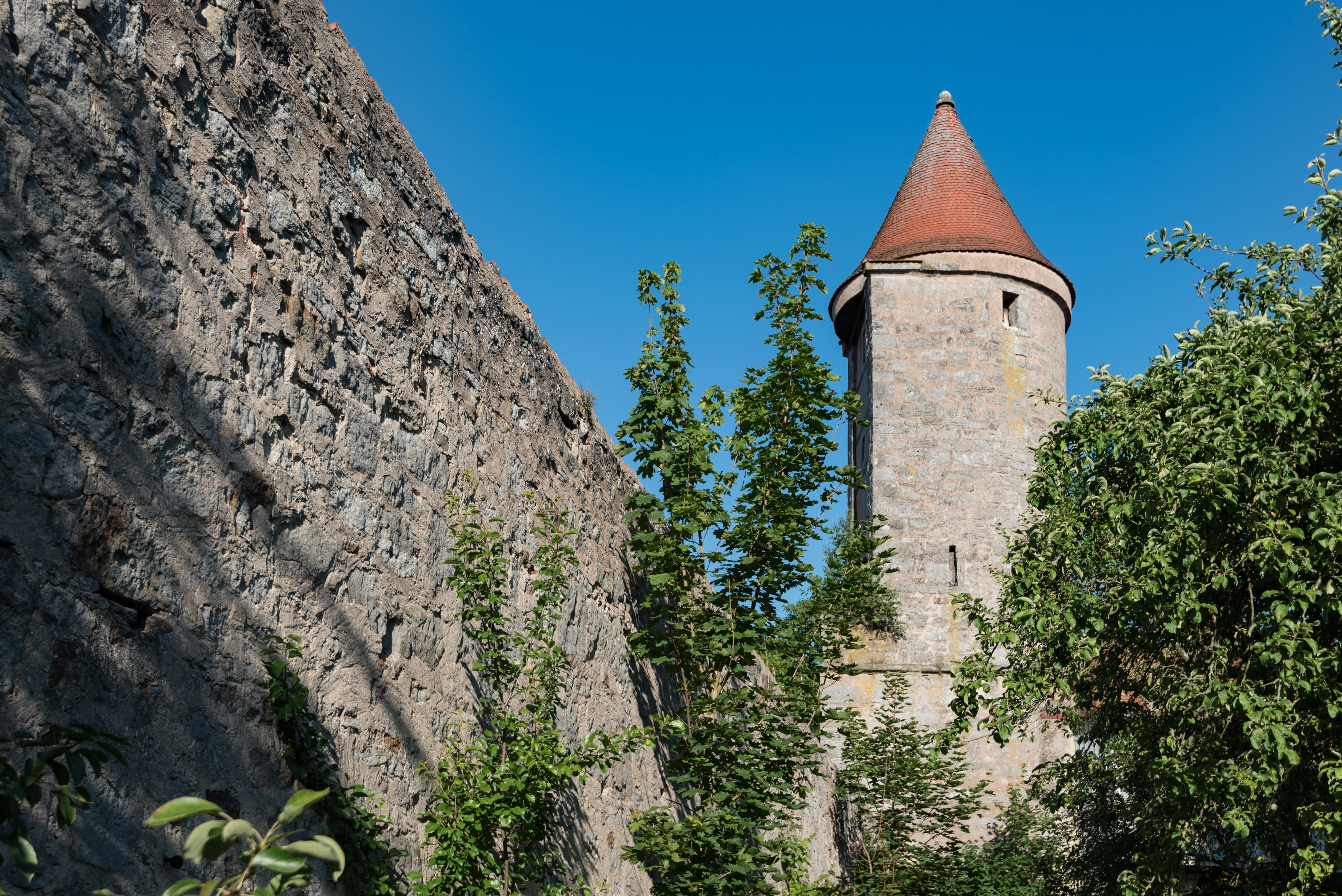
Stadtmauer nördlich des Salvartenturms
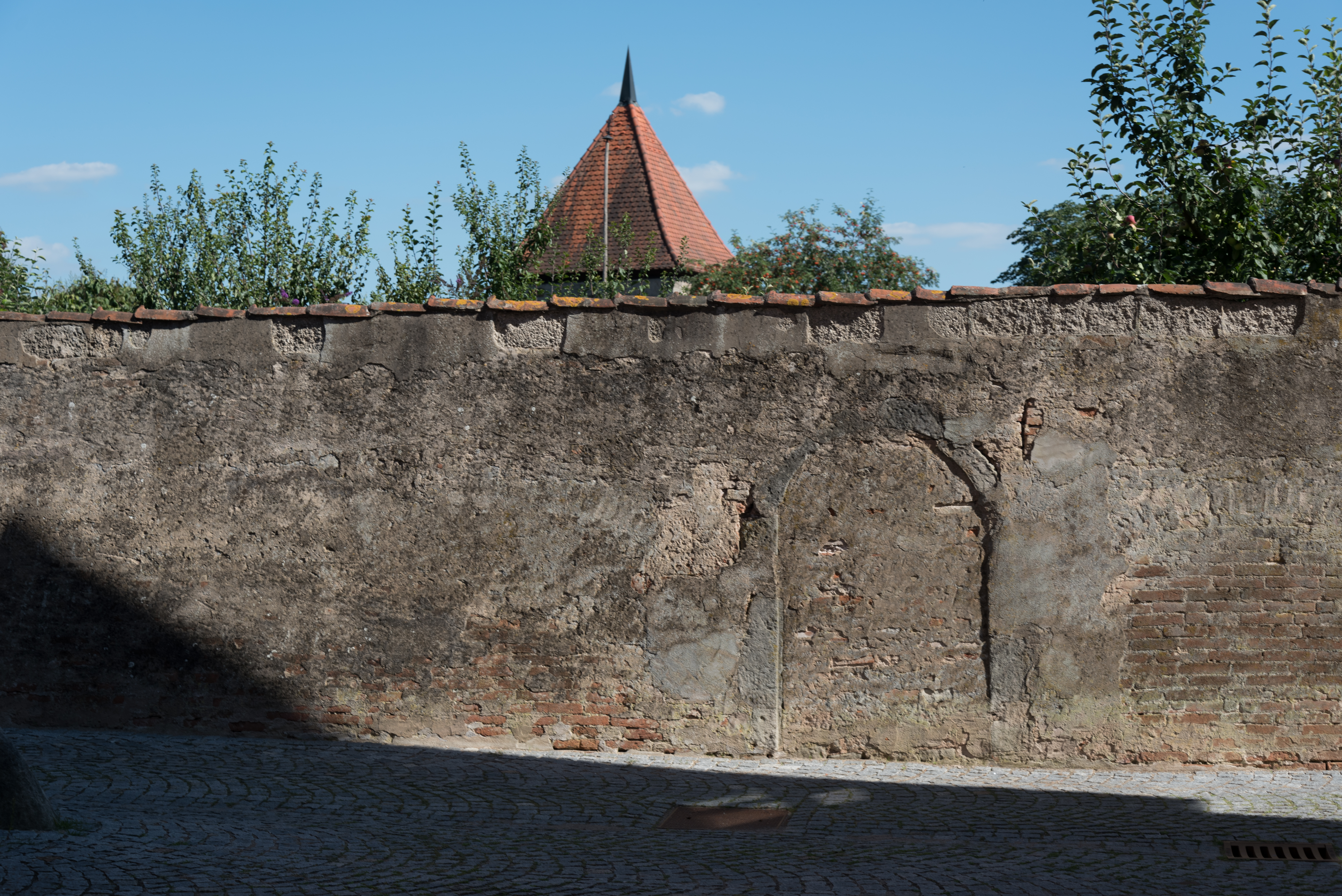
Stadtmauer im Unteren Mauerweg
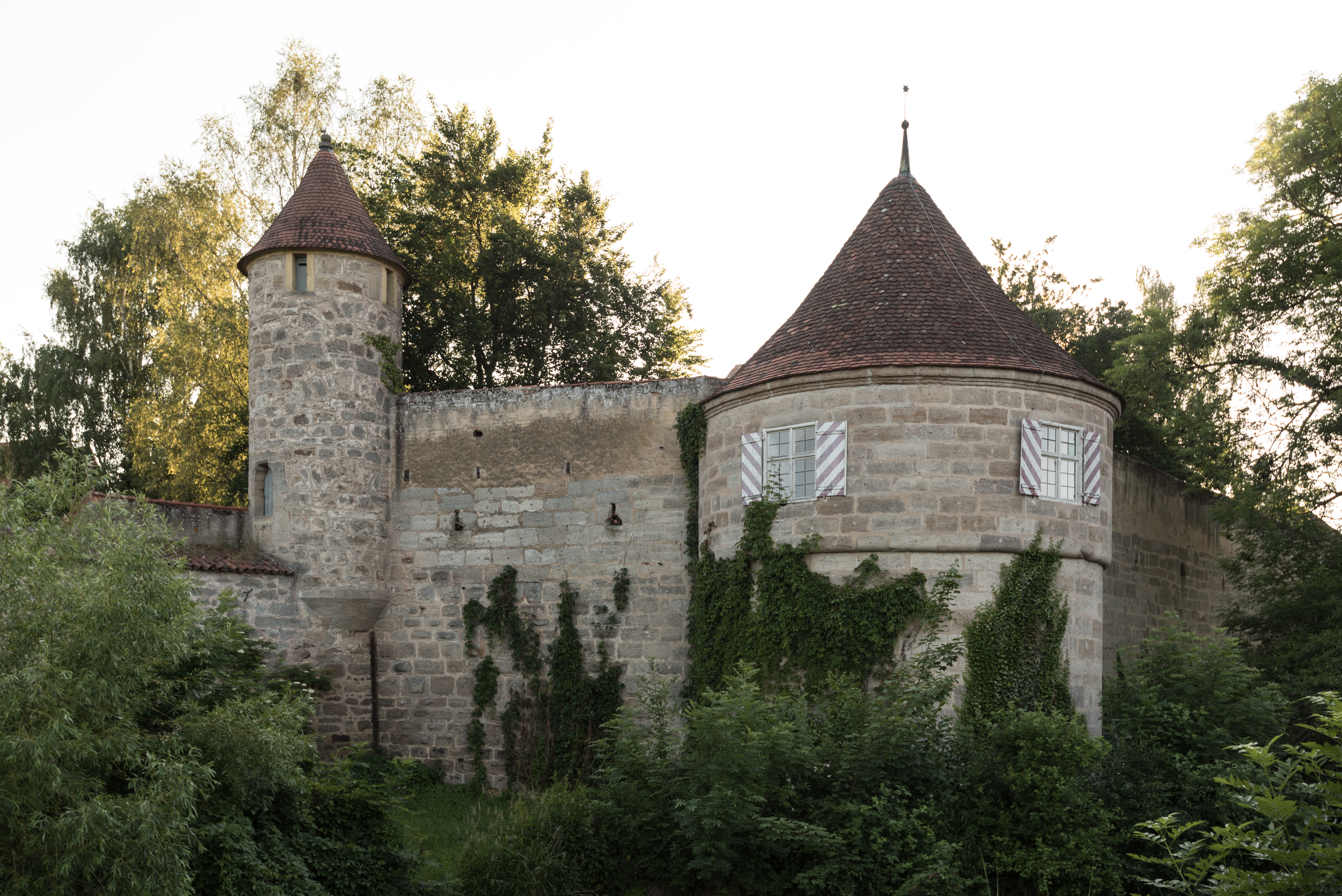
Stadtmauer am Dreigangsturm und der Kleinen Bastei

Aktennummer : D-5-71-136-1.
Gegen den Uhrzeigersinn, beginnend beim Wörnitztor, gibt es in der Stadtbefestigung folgende Tore, Türme und Zwingerstände:

| Lage                                                                                 | Objekt                                                                                             | Beschreibung | Akten-Nr.               | Bild           |
| ------------------------------------------------------------------------------------ | -------------------------------------------------------------------------------------------------- | --- | ----------------------- | -------------- |
| Altrathausplatz 7, Mühlgraben (Standort)                                             | Wörnitztor                                                                                         | Östliches Stadttor, Torturm teilweise aus staufischen Quadern, teilweise verputzt, mit Satteldach und Spitzbogentor, flankierenden Mauerteilen mit Durchlässen und ehemaliger Torzwinger, Durchfahrt um 1230, Turmerhöhung um 1400, Turmobergeschoss mit Dachgiebel der Spätrenaissance um 1600                                                                            | D-5-71-136-18 Wikidata  | weitere Bilder |
| Dr.-Martin-Luther-Straße 10 (Standort)                                               | Spitalbastei                                                                                       | Halbrunde, offene Eckzwingerbastei | D-5-71-136-1 Wikidata   | weitere Bilder |
| Dr.-Martin-Luther-Straße 14 (Standort)                                               | Schwarzländer Bastei, sogenannter Dalkinger Turm                                                   | Eckzwingerbastei, zweigeschossiger verputzter Quaderbau mit Walmdach, 16. Jahrhundert | D-5-71-136-1 Wikidata   | weitere Bilder |
| Dr.-Martin-Luther-Straße 12; Nähe Bleichweg (Standort)                               | Rothenburger Tor                                                                                   | Nördliches Stadttor, fünfgeschossiger teilweise unverputzter Torturm aus Quaderwerk nach 1372, mit Giebel des späten 16. Jahrhunderts, Vortorbau mit diagonal gestellten Eckerkern und Walmdach, 16. Jahrhundert | D-5-71-136-100 Wikidata | weitere Bilder |
| Dr.-Martin-Luther-Straße 12; Nähe Bleichweg (Standort)                               | Rothenburger Tor                                                                                   | Zufahrtsstraße, teilweise auf hoher Substruktion, Bruchsteinmauerwerk, 16. Jahrhundert | D-5-71-136-100 Wikidata | weitere Bilder |
| Dr.-Martin-Luther-Straße 29 (Standort)                                               | Faulturm                                                                                           | Gefängnisturm, hoher verputzter Rundturm mit Kegeldach, Schießscharten, Wehrgang außen herumgeführt, überdachter Außentreppe des 19. Jahrhunderts, über hohem Sockel etwas zurückspringend, 1370/1420 | D-5-71-136-1 Wikidata   | weitere Bilder |
| Dr.-Martin-Luther-Straße 29 (Standort)                                               | Parkwächterhaus, ehemaliger Eckzwingerstand beim Faulturm                                          | 15. Jahrhundert, Umbau zum Wohnhaus 16. Jahrhundert, eingeschossiger unverputzter Massivbau mit steilem Schopfwalmdach und Fachwerkgiebel | D-5-71-136-114 Wikidata | weitere Bilder |
| An der Stadtmauer zwischen Dr.-Martin-Luther-Straße 29 und Kapuzinerweg 5 (Standort) | Ehemaliger Zwingerstand                                                                            | Außenmauern | D-5-71-136-1            | weitere Bilder |
| Kapuzinerweg 5 (Standort)                                                            | Ehemaliger Zwingerstand, jetzt Wohnhaus                                                            | Zweigeschossiger Putzbau mit leicht vorspringendem Querhaus und Walmdach, 16. Jahrhundert | D-5-71-136-197 Wikidata | weitere Bilder |
| Nähe Kapuzinerweg 2 (Standort)                                                       | Grüner Turm                                                                                        | Wachturm und Gefängnisturm, hoher schlanker und verputzter Werksteinbau mit Kegeldach und Gesimsgliederung, erstes Viertel 15. Jahrhundert, Wehrgang außen herumgeführt. In Urkunden wird der Turm auch als der Hohe Turm bzw. Luginsland bezeichnet | D-5-71-136-1 Wikidata   | weitere Bilder |
| Nähe Kapuzinerweg 1 (Standort)                                                       | Dreikönigstürmlein                                                                                 | Wachturm, quadratischer und übereckgestellter Werksteinbau mit spitzem Zeltdach, nach 1372 | D-5-71-136-1 Wikidata   | weitere Bilder |
| Kapuzinerweg 1 (Standort)                                                            | Stadtmauer und unterer Teil des Dreikönigtürmchens                                                 | Zugehörig zum Wohnhaus | D-5-71-136-193 Wikidata | weitere Bilder |
| Segringer Straße 58 a (Standort)                                                     | Segringer Tor                                                                                      | Westliches Stadttor, fünfgeschossiger verputzter Torturm mit Gesimsgliederung, Zwiebelhaube und Laterne, neu erbaut von Antonio Don 1655–1660, Zwiebelhaube mit Laterne 1749, an der nördlich anschließenden Mauer Steintreppe 19. Jahrhundert, feldseitig zweigeschossiger Vortorbau mit Walmdach und Korbbogentor                                                        | D-5-71-136-567 Wikidata | weitere Bilder |
| Oberer Mauerweg 12 (Standort)                                                        | Anbau an ehemaligem Zwingerstand mit massiv überdachter Terrasse und Kegelbahn                     | Nach 1825 | D-5-71-136-409 Wikidata | weitere Bilder |
| Oberer Mauerweg 12 (Standort)                                                        | Hechtzwinger, ehemaliger Zwingerstand der Stadtbefestigung, dann Gartenwirtschaft und Sommerkeller | An die Stadtmauer gebautes zweigeschossiges Walmdachhaus, auf hohem Untergeschoss, im Kern 15. Jahrhundert, Torbogen bezeichnet „1518“, Umwandlung im 18. Jahrhundert | D-5-71-136-409 Wikidata | weitere Bilder |
| Oberer Mauerweg 14 (Standort)                                                        | Wächtersturm, Turm am Frauenhaus                                                                   | Wachturm, zweigeschossiger freiliegender Werksteinbau mit Zeltdach und Schießscharten, nach 1372 | D-5-71-136-1 Wikidata   | weitere Bilder |
| Oberer Mauerweg 16 (Standort)                                                        | Ehemaliger Zwingerstand, jetzt Gartenhaus                                                          | Im Zwingerbereich der Stadtbefestigung, zweigeschossiger kubischer Massivbau mit Walmdach und Loggia, im Kern 15. Jahrhundert, Umbau 19. Jahrhundert | D-5-71-136-411 Wikidata | weitere Bilder |
| Oberer Mauerweg 18 (Standort)                                                        | Berlinsturm                                                                                        | Wachturm, dreigeschossiger freiliegender Werksteinbau mit Satteldach und Gesimsgliederung, nach 1372 | D-5-71-136-1 Wikidata   | weitere Bilder |
| Oberer Mauerweg 20 (Standort)                                                        | Ehemaliger Zwingerstand, jetzt Wohnhaus                                                            | Zweigeschossiger Massivbau mit Zeltdach und Putzgliederung, im Kern 15. Jahrhundert, Umbau 17./18. Jahrhundert; Erweiterung zur Stadtmauer, zweigeschossiger Satteldachbau, nach 1825 | D-5-71-136-413 Wikidata | weitere Bilder |
| Oberer Mauerweg 22 (Standort)                                                        | Haymarsturm, Gefängnisturm                                                                         | Kleiner unverputzter Rundturm aus Werkstein mit achtseitigem Zeltdach, Wehrgang außen herumgeführt, nach 1372, neugotische Fenster | D-5-71-136-1 Wikidata   | weitere Bilder |
| Oberer Mauerweg 26 (Standort)                                                        | Ehemaliger Zwingerstand, jetzt Wohnhaus                                                            | Zweigeschossiger kubischer Bau mit Satteldach auf hohem Untergeschoss, teilweise verputzter Werkstein, im Kern 15. Jahrhundert, Um- und Anbauten 18./19. Jahrhundert | D-5-71-136-416 Wikidata | weitere Bilder |
| Oberer Mauerweg 28 (Standort)                                                        | Weißer Turm, Wachturm                                                                              | Viergeschossiger unverputzter Werksteinbau mit steilem Walmdach, Schießscharten und Spitzbogeneinfahrt, als Tor nach Süden geplant, nach 1372 | D-5-71-136-1 Wikidata   | weitere Bilder |
| Oberer Mauerweg 30 (Standort)                                                        | Ehemaliger Zwingerstand, jetzt Wohnhaus                                                            | Zweigeschossiger kubischer Bau mit Walmdach, Unterbau und Erdgeschoss teilweise verputzter Werkstein, im Kern 15. Jahrhundert, Umbau 17./18. Jahrhundert | D-5-71-136-418 Wikidata | weitere Bilder |
| Oberer Mauerweg 32 (Standort)                                                        | Hagelsturm, Wachturm                                                                               | Quadratischer unverputzter Werksteinbau mit Zeltdach, Bossenquadern und Maßwerköffnungen, nach 1372, im 17. Jahrhundert stadtseitig zugemauert, Veränderung bezeichnet „1720“ | D-5-71-136-1 Wikidata   | weitere Bilder |
| Oberer Mauerweg 36 (Standort)                                                        | Rest eines ehemaligen Zwingerstands                                                                | Werkstein, 15. Jahrhundert | D-5-71-136-421 Wikidata | weitere Bilder |
| Oberer Mauerweg 40 (Standort)                                                        | Hertlesturm, Wachturm                                                                              | Leicht zurückspringender Rundturm aus Sandsteinquadern mit Kegeldach, nach 1372 | D-5-71-136-1 Wikidata   | weitere Bilder |
| Oberer Mauerweg 42 (Standort)                                                        | Krugsturm, Wachturm                                                                                | Hoher Rundturm aus Quadersteinen mit Kegeldach, stadtseitig durch Einfahrtsvorbau erweitert, nach 1372, Veränderung bezeichnet „1669“ | D-5-71-136-1 Wikidata   | weitere Bilder |
| Oberer Mauerweg 48 (Standort)                                                        | Salwartenturm, Wachturm                                                                            | Hoher Rundturm aus unverputzten Quadersteinen mit Kegeldach, stadtseitiger Vorbau mit ehemaliger Stichbogeneinfahrt, nach 1372 | D-5-71-136-1 Wikidata   | weitere Bilder |
| Oberer Mauerweg 50 (Standort)                                                        | Ehemaliger Eckzwingerstand, jetzt Wohnhaus                                                         | Zweigeschossiger verputzter Walmdachbau mit Flacherker, auf hohem Untergeschoss, im Kern 15. Jahrhundert, Umbau 17./18. Jahrhundert; Zwischenbau zur Stadtmauer nach 1825 | D-5-71-136-428 Wikidata | weitere Bilder |
| Oberer Mauerweg 48 (Standort)                                                        | Nebenpforte des südöstlichen Stadttors                                                             | Um 1400. Rundbogige Durchfahrt, Fußgängertor (Nebenpforte) und überdachte Zugangstreppe, 1971 | D-5-71-136-399 Wikidata | weitere Bilder |
| Nördlinger Straße 62 (Standort)                                                      | Nördlinger Tor, südöstliches Stadttor                                                              | Rechteckiger Torturm aus unverputztem Quaderwerk, mit vier Geschossen und spitzbogigem Tor, um 1400 verputztes viertes Obergeschoss und Treppengiebel vor 1600, Ausguckerker im Giebelgeschoss 1655 | D-5-71-136-399 Wikidata | weitere Bilder |
| Mönchsrother Straße 1 (Standort)                                                     | Stadtmühle, Wehrmühle als Bestandteil der Stadtbefestigung                                         | Wehrmühle der Zeit 1378–1600, einst feldseitig mit Wassergraben, Radstatt mit Wehrgang und zwei schlanken Rundtürmen mit Kegeldach, Wasserein- und -auslauf des Mühlgrabens, feldseitig Wehrgang im Mühlhaus, der einst weiter auf der Mühlhofmauer zum Torzwinger und zum Wehrgang am Nördlinger Tor verlief. Vordergiebel der Renaissance, Wappentafel bezeichnet „1600“ | D-5-71-136-310 Wikidata | weitere Bilder |
| Unterer Mauerweg 1 (Standort)                                                        | Bäuerlinsturm, Wachturm                                                                            | Schlanker unverputzter Quadersteinbau mit vorkragendem Fachwerk-Kranzgeschoss und steilem Krüppelwalmdach, im Kern 1400, oberes Turmdrittel und Aufbau 16. Jahrhundert | D-5-71-136-1 Wikidata   | weitere Bilder |
| Unterer Mauerweg 2 (Standort)                                                        | Henkersturm, Wachturm                                                                              | Quadratischer unverputzter Quadersteinbau mit Zeltdach, nach 1372. Der Turm diente als Übernachtungsmöglichkeit für angereiste Henker | D-5-71-136-1 Wikidata   | weitere Bilder |
| Nähe Altrathausplatz (Standort)                                                      | Dreigangsturm, Wachturm                                                                            | Schlanker unverputzter Rundturm aus Haustein mit Kegeldach, um 1400. Die Mauer der Stadterweiterung stößt hier auf die staufische Stadtmauer der ersten Befestigung | D-5-71-136-1 Wikidata   | weitere Bilder |
| Nähe Altrathausplatz (Standort)                                                      | Kleine Bastei, Geschützturm                                                                        | Breiter Rundturm aus unverputztem Werkstein mit Kegeldach, bezeichnet 1555. Der Wehrgang der Stadtmauer ist hier bis zum Wörnitztor vollständig erhalten | D-5-71-136-1 Wikidata   | weitere Bilder |

In der Wörnitzniederung, entlang der gesamten Nordostseite der Stadt wurde das offene und natürlich gegebene Verteidigungsgelände durch eine Weiherkette und den aufgestauten Stadtmühlgraben gesichert. Eine Äußere Stadtbefestigung mit Türmen, dem äußeren Rothenburger Torturm und der Wörnitzbastei befand sich entlang des heutigen Loderwegs und des Bleichwegs. Der Wall im Bereich Loderweg 3, 4, 5, 6 und 7 und am Bleichweg wurde überbaut. Der dortige Stadtgraben blieb als Senke erhalten, am Bleichweg auch ein Teil des Grabenfutters.

| Lage                                | Objekt                                            | Beschreibung                                                                                 | Akten-Nr.                        | Bild           |
| ----------------------------------- | ------------------------------------------------- | -------------------------------------------------------------------------------------------- | -------------------------------- | -------------- |
| Bleichweg 4 (Standort)              | Ehemalige Wörnitzbastion                          | In Wohnhaus einbezogener halbrunder Unterbau mit verputztem Oberbau, im Kern 15. Jahrhundert | D-5-71-136-80 Wikidata           | weitere Bilder |
| Bleichweg 4 (Standort)              | Befestigungsmauer                                 | Teilabschnitt, 15. Jahrhundert                                                               | D-5-71-136-80 zugehörig Wikidata | weitere Bilder |
| Loderweg 7 (Standort)               | Ehemalige Zwingeranlage                           |                                                                                              | D-5-71-136-737 Wikidata          | weitere Bilder |
| Neue Promenade (Standort)           | Hippenweiher                                      | Teil der Weiherkette der Stadtbefestigung                                                    | D-5-71-136-1                     | Hippenweiher   |
| Dr.-Martin-Luther-Straße (Standort) | Rothenburger Weiher, ehemals Gäul- oder Sauweiher | Teil der Weiherkette der Stadtbefestigung                                                    | D-5-71-136-1                     | weitere Bilder |

## Ehemaliges Spital Zum Heiligen Geist

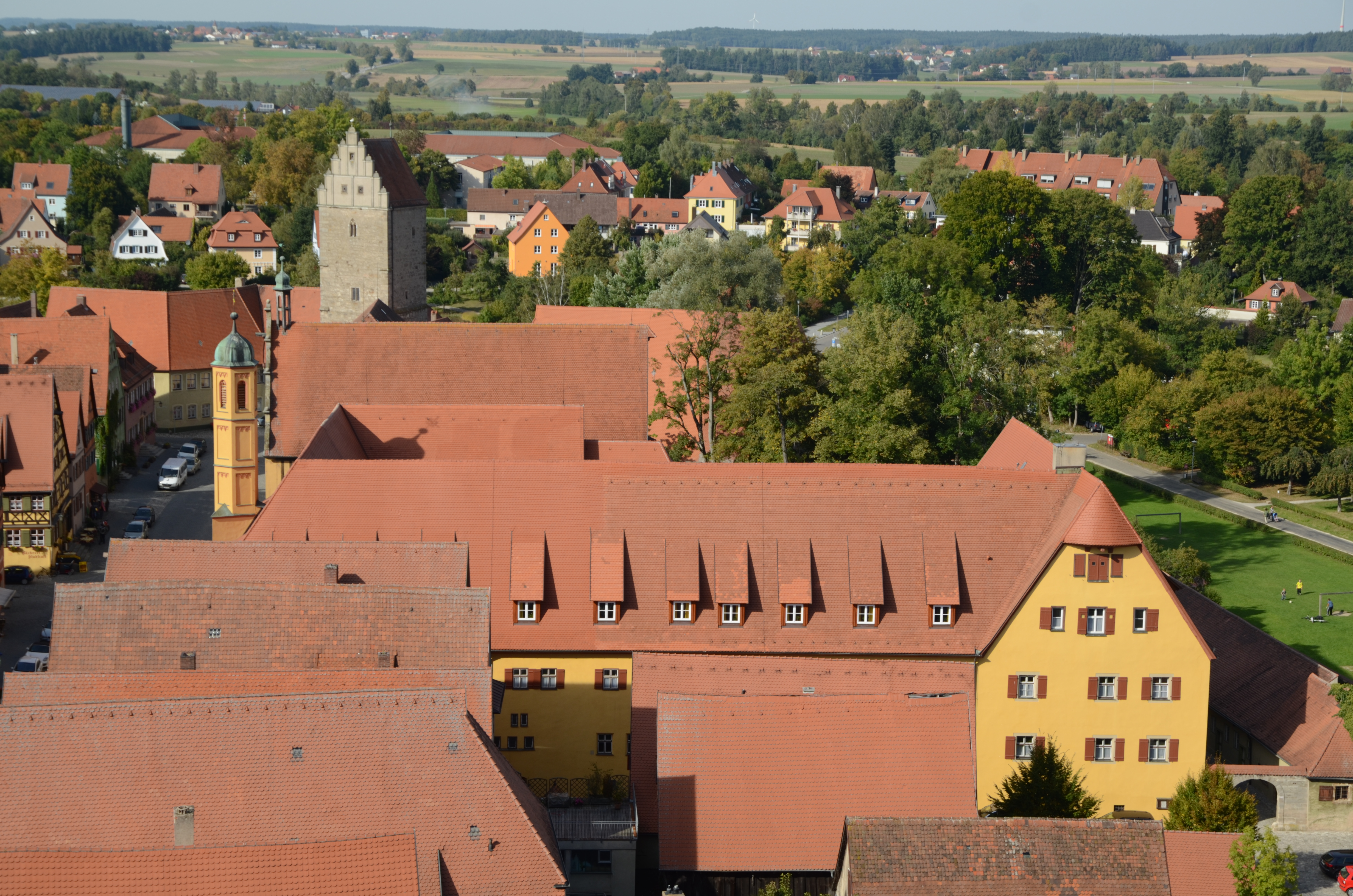
Spitalsgelände vom Turm des Münsters gesehen; Gebäudefolge Nr. 6a, 8, 6b, 6c, 6d, im Hof 10

Um 1280 wurde das ehemalige Spital Zum Heiligen Geist gestiftet. Damals war es noch außerhalb der Stadt, das heißt außerhalb der ersten Stadtbefestigung gelegen. Ab 1380 wurde die Anlage umfangreich umgebaut bzw. durch Neubauten erweitert. Die Spitalkirche um 1280, erweitert um 1310 und 1445. Im 18. Jahrhundert barockisiert, Deckenfresko „Erlösung“ von 1774. Der Spitalhof ist östlich von der Stadtmauer und westlich von der Dr.-Martin-Luther-Straße begrenzt. Hauptgebäude ist die dreiflügelige Pfründneranlage (Nr. 6a), an die sich unmittelbar nördlich die Spitalkirche (Nr. 8) anschließt. Durch den kleinen ehemaligen Friedhof getrennt befindet sich nördlich der Spitalkirche das ehemalige Waisenhaus (Nr. 6b). Daran schließt sich der Haupteingang zum Spital mit einem Rundtor an. Das ehemalige Krankenhaus, (Nr. 6c) liegt nördlich des Haupteinganges. Die ehemalige Fronveste oder das Amthaus (Hexenverhöre) und Gefängnis (Nr. 6d) grenzt an die Stadtmauer mit dem Rothenburger Tor an. Im Spitalshof befindet sich eine große Scheune, heute Landestheater (Nr. 10). Als Museumsobjekte wurden im Innenhof an der östlichen Stadtmauer ein Mühlrad und eine Kaltmangel aufgestellt. Die Anlage besteht aus folgenden Teilen.

| Lage                                                        | Objekt                                              | Beschreibung | Akten-Nr.              | Bild                                       |
| ----------------------------------------------------------- | --------------------------------------------------- | --- | ---------------------- | ------------------------------------------ |
| Dr.-Martin-Luther-Straße 6a (Standort)                      | Ehemaliges Spitalgebäude                            | Zweigeschossige Dreiflügelanlage auf hohem Sockelgeschoss, massiver Putzbau, Südflügel mit Walmdach bezeichnet „1551“, Ostflügel mit Schopfwalmdach bezeichnet „1774“ | D-5-71-136-96 Wikidata | weitere Bilder                             |
| Dr.-Martin-Luther-Straße 6a, an der Stadtmauer (Standort)   | Ehemalige Wirtschaftsgebäude                        | Erdgeschossige Massivbauten mit Pultdach, 18. Jahrhundert | D-5-71-136-96 Wikidata | weitere Bilder                             |
| Nähe Dr. Martin Luther Straße, an der Stadtmauer (Standort) | Nebengebäude                                        | Erdgeschossiger Pultdachbau aus Bruchstein, 18. Jahrhundert | D-5-71-136-96 Wikidata | weitere Bilder                             |
| Dr.-Martin-Luther-Straße 6a-b (Standort)                    | Laufbrunnen                                         | Sechsseitiges Eisenbecken mit Kröpffeldern, bezeichnet „1710“, neugotische Holzverkleidung der Brunnensäule 19. Jahrhundert | D-5-71-136-96 Wikidata | weitere Bilder                             |
| Dr.-Martin-Luther-Straße 8 (Standort)                       | Evangelisch-lutherische Spitalkirche                | Saalbau mit stark eingezogenem gerade schließendem Chor, angefügter Sakristei und schlankem Fassadenturm, 1280/1456, Um- und Einbauten 17./18. Jahrhundert; mit Ausstattung. Von der Straße aus ist nur der Turm von 1456 sichtbar.                                          | D-5-71-136-96 Wikidata | weitere Bilder                             |
| Dr.-Martin-Luther-Straße 6b (Standort)                      | Ehemaliges Waisenhaus                               | Dreigeschossiger Satteldachbau mit geschweiftem Renaissance-Giebel, vorkragendem zweiten Fachwerk-Obergeschoss, erkerartigem Vorbau mit Arkadenhalle, Treppenturm und Dachreiter. Innen Bauinschrift 1567, am Straßengiebel Wappentafel bezeichnet „1599“, „1698“ und „1730“ | D-5-71-136-96 Wikidata | weitere Bilder                             |
| Dr.-Martin-Luther-Straße 6b (Standort)                      | Ehemalige Kaltmangel der Färberei am Wörnitztor     | Translozierte Holzkonstruktion mit Göpel, 1735 erneuert | D-5-71-136-96 Wikidata | weitere Bilder                             |
| Dr.-Martin-Luther-Straße 6b-c (Standort)                    | Ehemaliges Mühlrad der abgebrochenen Hardmühle      | 18./19. Jahrhundert | D-5-71-136-96 Wikidata | weitere Bilder                             |
| Dr.-Martin-Luther-Straße 6c (Standort)                      | Ehemaliges Städtisches Krankenhaus, Pflegeheim      | Dreigeschossiger Quaderbau mit Walmdach und seitlichem Treppenturm, spätes 19. Jahrhundert | D-5-71-136-96 Wikidata | weitere Bilder                             |
| Dr.-Martin-Luther-Straße 6c (Standort)                      | Ziehbrunnen im Innenhof                             | Steinerne Brunneneinfassung mit hölzernem Schwingbaum | D-5-71-136-96 Wikidata | weitere Bilder                             |
| Dr.-Martin-Luther-Straße 6d (Standort)                      | Ehemaliges Gefängnis, Fronveste und Amthaus genannt | Zweigeschossiger verputzter Massivbau mit Krüppelwalmdach, frühes 16. Jahrhundert | D-5-71-136-96 Wikidata | weitere Bilder                             |
| Dr.-Martin-Luther-Straße 10 (Standort)                      | Ehemalige Spitalscheune, Landestheater              | Großer erdgeschossiger Massivbau mit Krüppelwalmdach und vorkragendem Fachwerkgiebel, bezeichnet „1541“ | D-5-71-136-96 Wikidata | weitere Bilder                             |
| Dr.-Martin-Luther-Straße 6b (Standort)                      | Einfriedung des ehemaligen Spitalfriedhofs          | Zwischen den straßenseitigen Gebäuden Dr.-Martin-Luther-Straße 8 und 6b, massiv, 17./18. Jahrhundert | D-5-71-136-96 Wikidata | Einfriedung des ehemaligen Spitalfriedhofs |
| Dr.-Martin-Luther-Straße 6b-c (Standort)                    | Einfriedung                                         | Zwischen den straßenseitigen Gebäuden Dr.-Martin-Luther-Straße 6b und 6c, massiv, 17./18. Jahrhundert | D-5-71-136-96 Wikidata | Einfriedung                                |
| Dr.-Martin-Luther-Straße 6d (Standort)                      | Einfriedung                                         | Zwischen den straßenseitigen Gebäuden Dr.-Martin-Luther-Straße 6c und 6d, massiv, 17./18. Jahrhundert | D-5-71-136-96 Wikidata | Einfriedung                                |